# Escalada (telenovela)
Escalada é uma telenovela brasileira produzida e exibida pela TV Globo de 6 de janeiro a 23 de agosto de 1975, em 199 capítulos. Substituiu Fogo sobre Terra e foi substituída pela reprise emergencial de Selva de Pedra (1972–73), em razão da proibição à veiculação de Roque Santeiro pela censura durante a ditadura militar brasileira. Foi a 15.ª "novela das oito" produzida pela emissora.
Escrita por Lauro César Muniz, com a direção de Régis Cardoso, foi a última trama do horário das oito gravada em preto e branco.
Contou com as atuações de Tarcísio Meira, Renée de Vielmond, Susana Vieira, Cecil Thiré, Milton Moraes, Mário Cardoso e Sérgio Britto.

## Enredo

### Primeira fase
A trama começa no início dos anos 1940, quando o jovem caixeiro viajante Antônio Dias chega à cidade de Rio Pardo, no interior de São Paulo, disposto a crescer na vida. Dinâmico e com jeito para os negócios, ele começa a incomodar o cafeicultor Armando Alcântara Magalhães, o homem mais poderoso da região, e os dois se tornam inimigos. Isso não impede que Antônio se apaixone por Marina, irmã do rival. Embora também esteja apaixonada, ela cede à pressão do irmão e casa-se com o fazendeiro Paschoal Barreto, com quem vai morar nos Estados Unidos. Desiludido, Antônio se casa com Cândida, dona da fazenda Santa Isabel.
A crise mundial do café está em curso, e o mercado procura novas formas de diversificar a economia. Antônio decide investir na produção de algodão, na fazenda de Cândida. No entanto, sua inexperiência, somada à oposição constante de Armando, o levam a perder toda a safra e falir, sendo obrigado a vender a propriedade ao inimigo. Desiludido, vai embora de Rio Pardo para recomeçar a vida em outro lugar.

### Segunda fase
A segunda fase começa em 1956. Antônio Dias é agora um pequeno empresário baseado no Rio de Janeiro, capital da República. Já maduro, ele parece ter perdido o velho ímpeto empreendedor e se tornado um homem amargurado e frustrado. Não superou os fracassos do passado e não se satisfaz com a vida confortável que leva com a mulher, o filho Ricardo e o sogro Arthur. Também não conseguiu jamais esquecer Marina. Seu casamento com Cândida está acabando, e os dois frequentemente falam em separação.
A vida de Antônio muda quando ele conhece o industrial italiano Valério Fachini, dono de uma empresa de materiais de construção. Os dois tornam-se sócios e decidem se arriscar numa aventura: participar da construção de Brasília, futura capital do país. Antônio viaja para o local e passa a representar a empresa de Fachini no fornecimento de materiais para as obras. Quando a capital é concluída, ele já é um homem rico. Nesse meio tempo, Antônio se separa de Cândida e reencontra Marina, que se separou e voltara dos Estados Unidos. Os dois descobrem que ainda se amam.

### Terceira fase
Aos setenta anos, ainda casado com Marina e morando em uma fazenda perto de Rio Pardo, Antônio trama a vingança que significará sua realização pessoal, e arremata as terras de Armando.

## Elenco
| Interprete             | Personagem                                |
| ---------------------- | ----------------------------------------- |
| Tarcísio Meira         | Antônio Dias                              |
| Renée de Vielmond      | Marina Alcântara Magalhães                |
| Susana Vieira          | Cândida Freitas Ribeiro                   |
| Milton Moraes          | Armando Alcântara Magalhães               |
| Otávio Augusto         | Horácio Bastos                            |
| Ney Latorraca          | Felipe Alcântara Magalhães                |
| Cecil Thiré            | Paschoal Barreto                          |
| Ênio Santos            | Artur Freitas Ribeiro                     |
| Nathália Timberg       | Fernanda Soares                           |
| Lutero Luiz            | Professor Tadeu Oliveira / Miguel Pereira |
| Oswaldo Louzada        | Gabino Alcântara Magalhães                |
| Gilda Sarmento         | Leonor                                    |
| Francisco Nagem        | Felício                                   |
| Myriam Pérsia          | Celina                                    |
| Roberto Pirillo        | Sérgio Freitas Ribeiro                    |
| Nelson Dantas          | Zé Sereno                                 |
| André Valli            | Zoreia                                    |
| Antônio Victor         | Padre Leopoldo                            |
| Tessy Callado          | Marieta Soares                            |
| Jorge Coutinho         | Delegado Bastião                          |
| Suzy Arruda            | Querubina                                 |
| Zeny Pereira           | Braulina                                  |
| Carlos Duval           | Venâncio Gomes                            |
| Sérgio de Oliveira     | Dom Gaspar Vieira Sobral                  |
| Paulo Ramos            | Dr. Mário                                 |
| Rosamaria Murtinho     | Arlete                                    |
| Débora Duarte          | Inês                                      |
| Rubens de Falco        | Estevão                                   |
| Mário Lago             | Belmiro Silva                             |
| Rogério Fróes          | Expedito                                  |
| Elza Gomes             | Dona Eulália                              |
| Zanoni Ferrite         | Valdir Costa                              |
| Sérgio Britto          | Valério Facchini                          |
| Sandra Bréa            | Roberta Facchini                          |
| Leonardo Villar        | Alberto Silveira                          |
| Francisco Moreno       | Chico Dias                                |
| Maria Helena Dias      | Odete                                     |
| Rosita Thomaz Lopes    | Noêmia                                    |
| Vera Gimenez           | Carla                                     |
| Maria Zilda            | Ester                                     |
| Maria Teresa Barroso   | Dona Rosa                                 |
| Alfredo Murphy         | Candango                                  |
| Júlio César            | Ricardo (criança)                         |
| Cristine Bittencourt   | Vivian (criança)                          |
| Mário Cardoso          | Ricardo Ribeiro Dias                      |
| Kátia D'Angelo         | Vivian Magalhães Barreto                  |
| Tony Ferreira          | Bruno Carlucci                            |
| Reny de Oliveira       | Paula                                     |
| Heloísa Helena         | Celeste                                   |
| Henriqueta Brieba      | Vó Dita                                   |
| Patricia Bueno         | Clementina                                |
| Luiz Ernesto Imbassahy | Gastão                                    |
| Apolo Corrêa           | Alípio Camargo                            |
| Isolda Cresta          | Serafina                                  |
| Nilson Condé           |                                           |
| Samir de Montemor      | Jaide                                     |
| Luís Magnelli          | Garçom do bar                             |
| Jorge Cândido          |                                           |
| Themistocles Halfeld   | Ademar de Barros                          |
| Pepa Ruiz              | Dona Juju                                 |
| Alciro Cunha           | Salvatore                                 |
| Fernando Villar        | Seu Freitas                               |
| Edson Heatch           | Guidinho                                  |
| Ruth Marques           | Orminda                                   |
| Ariberto Sthepan       | Rodolfo                                   |
| Sandra Barreto         | Anita                                     |
| Álvaro Aguiar          |                                           |
| Antônio Carlos Abreu   | Júlio                                     |
| Elias Soares           | Christian                                 |
| Hélio Ary              | Juiz                                      |
| Selma Ohana            |                                           |
| Suzy Kirby             |                                           |

## Produção
Escalada consagrou Tarcísio Meira como ator, marcou a estreia de Ney Latorraca na Globo e deu início à projeção de Susana Vieira que, com sua interpretação da interiorana Cândida, conseguiu mudar os rumos da história. 
A trama concilia os temas políticos e a crítica social. Para escrevê-la, Lauro César Muniz baseou-se na história de vida de seu pai, um imigrante português, e na própria trajetória do país da década de 1930 (Era Vargas) até o momento em que a trama foi produzida, nos anos 70. Muniz também trouxe muitos elementos que usou como coautor do filme O Marginal, de 1974, estrelado por Tarcísio, em que seu personagem era fracassado e desajustado socialmente.
A certa altura da história, Antônio se envolve com a construção da nova capital do país, Brasília. Porém, o nome do ex-presidente Juscelino Kubitschek não podia ser mencionado no texto, por imposição da censura, pois o governo o considerava uma persona non grata.
Sobre essa censura ao nome do ex-presidente, o autor comentou: 
| “                                           | Tentei usar [a sigla] JK. Fui impedido. Tentei Nonô, apelido de juventude. Nada! (…) O que fiz? Coloquei o personagem de um deputado assobiando ‘Peixe Vivo’, a música-símbolo do JK, da juventude do presidente em Diamantina, quando fazia serenatas. | ” |
| — Lauro César Muniz ao Jornal O Globo, 2014 | |   |

A censura federal também chegou a proibir uma cena em que Horácio (Otávio Augusto) aparecia lendo uma carta do ex-presidente Getúlio Vargas. Porém a proibição foi ignorada e a cena foi ao ar normalmente.
A trama aborda a questão do divórcio, que também era um dos temas cuja veiculação era proibida pela Censura Federal. Porém mesmo assim, esse tema foi aprofundado na novela, ao ponto de se levantar a discussão sobre a falta de uma lei que permitisse a separação de casais.
A novela faz menção à figura do ex-governador paulista Adhemar de Barros.

## Exibição
A emissora reapresentou Escalada em 1980, num compacto de noventa minutos que integrou o "Festival 15 Anos", com apresentação de Ney Latorraca.

## Trilha sonora

### Nacional
1. "Loura Ou Morena" - Trama
2. "Procissão de Saudade" - Sílvio Caldas
3. "Velho Realejo" - As Três Meninas
4. "Marina" - Dick Farney
5. "Pedreira" - Coral Som Livre
6. "Adeus Batucada" - Carmen Miranda
7. "Escalada" - Orquestra Som Livre
8. "Beatrice" - Walker
9. "Renúncia" - Nelson Gonçalves
10. "Aos Pés da Cruz" - Orlando Silva
11. "A Voz do Violão" - Francisco Alves
12. "Lábios Que Beijei" - Orlando Silva
13. "Dobrado 27 de Janeiro" - A Bandinha
14. "Festa de Algodão" - Ruy Maurity

- Coordenação geral: João Araújo
- Produção musical: Guto Graça Mello e João Mello

### Internacional
1. "Blue Suede Shoes" - Elvis Presley
2. "Bésame Mucho" - Ray Conniff and Orchestra
3. "Stupid Cupid" - Neil Sedaka
4. "Blue Gardenia" - Nat King Cole
5. "Banana Boat-Day-O" - Harry Belafonte
6. "Diana" - Paul Anka
7. "Only You" - The Platters
8. "Rock Around The Clock" - Bill Halley & His Comets
9. "Matilda" - Harry Belafonte
10. "Kiss Me Quick" - Elvis Presley
11. "Moonlight Serenade" - The Glenn Miller Orchestra
12. "Oh! Carol" - Neil Sedaka
13. "Tenderly" - Nat King Cole
14. "Put Your Head On My Shoulder" - Paul Anka

Nadia's Theme - Barry de Vorzon e Perry Botkin Jr.

### Complementar
1. "O Reencontro" (Moonlight Serenade) - Tarcísio Meira
2. "O Rompimento" (Bless The Beasts And The Children) - Tarcísio Meira